# Инквилинизм
Инквилинизм (лат. inquilinus «пришелец, жилец») — одна из форм межвидовых взаимоотношений, изначально выделяемая как разновидность комменсализма, хотя инквилинизм очень близок хищничеству и паразитизму. Животное-инквилин, проникая в жилище другого животного, обычно уничтожает хозяина. Примером инквилинизма могут послужить осы-наездники, личинки которых, поселяясь в галлах, сначала высасывают личинку, образовавшую этот галл, а затем переходят к питанию стенками галла. Некоторые двукрылые откладывают яйца в раковины моллюсков, а затем их личинка питается тканями хозяина (моллюска) и превращается в пупарий, используя раковину как убежище.
Инквилинизм также широко распространён в ассоциациях в гнёздах социальных насекомых, особенно муравьёв и термитов, колонии которых могут поддерживать существование десятков различных видов-инквилинов.
К примерам инквилинизма также относят проживания растений-эпифитов (в частности, большинство орхидей), на ветвях деревьев, но в отличие от растений-паразитов питаются самостоятельно, не высасывая соков из дерева-хозяина.
Другой пример такого взаимодействия демонстрируют птицы, гнездящиеся в дуплах деревьев.
Разница между паразитизмом и инквилинизмом нередко является слабо заметной, и многие виды удовлетворяют критериям обоих этих терминов; инквилинизм демонстрирует многие характеристики, подобные паразитизму. Однако паразитизм всегда имеет отрицательный эффект по отношению к виду-хозяину, а инквилинизм — не всегда.